# Bayet Peak
Der Bayet Peak ist ein markanter und 1400 m hoher Berg an der Danco-Küste des westantarktischen Grahamlands. Er ragt zwischen dem Bolton-Gletscher im Norden und dem Sayce-Gletscher im Süden am südlichen Ufer des Briand-Fjords in der Flandernbucht auf.
Teilnehmer der Fünften Französischen Antarktisexpedition (1908–1910) unter der Leitung Jean-Baptiste Charcots kartierten eine vermeintliche Landspitze an der Südostseite des Briand-Fjords und benannten sie als Pointe Bayet. Nachdem auf Luftaufnahmen der Falkland Islands and Dependencies Aerial Survey Expedition (FIDASE, 1956–1957) diese Landspitze nicht identifiziert werden konnte, entschied das UK Antarctic Place-Names Committee am 23. September 1960, den Namen auf den hier beschriebenen Berg übertragen. Namensgeber ist der französische Historiker Charles Bayet (1849–1918), Mitglied der Wissenschaftskommission von Charcots Forschungsreise.